# یواس‌ان‌اس سیزلر (تی‌ای‌کی‌آر-۳۱۱)
یواس‌ان‌اس سیزلر (تی‌ای‌کی‌آر-۳۱۱) (به انگلیسی: USNS Sisler (T-AKR-311)) یک کشتی است که طول آن 950 ft می‌باشد. این کشتی در سال ۱۹۹۸ ساخته شد.